# Плавучая генераторная электростанция «Северное сияние»
Плавучая генераторная электростанция (ПЛЭС) «Северное сияние» — серия советских передвижных тепловых электростанций проекта 1527, установленных на буксируемых плавсредствах для обеспечения электро- и теплоэнергией в виде пара или горячей воды промышленных труднодоступных районов Северо-Востока СССР. ПЛЭС доставлялась к месту базирования по водным путям, что позволяло обеспечить быстрое подключение к потребителям.

## История проекта
В послевоенное время в связи с активным индустриальным ростом остро встал вопрос электроснабжения промышленных и военных объектов, а также рабочих посёлков Крайнего Севера. Строительство на местах стационарных тепло-электростанций является очень затратным, с финансовой точки зрения, и сложным с технической стороны. И в начале 1960-х годов был предложен вариант создания передвижной электростанции. Для этих целей была начата разработка проекта плавучих электростанций.

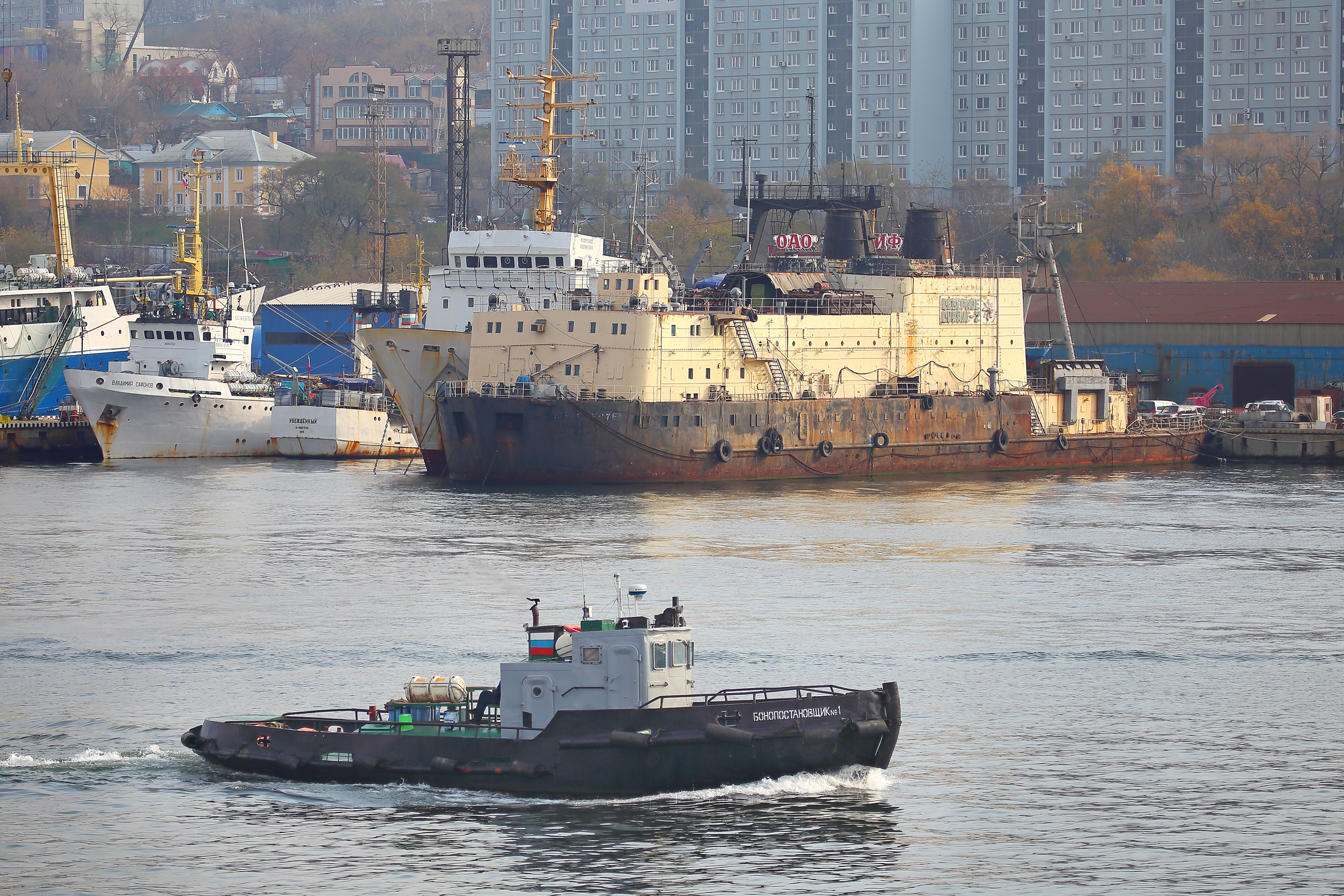
ПЛЭС «Северное Сияние-2» во Владивостоке

Разработчиком совершенно нового для СССР проекта стало «ЦКБ-51» (в настоящее время АО КБ «Вымпел»). Проект возглавил главный конструктор П. И. Цыганков.
После испытаний 1967 г. и последующего года оставался ряд проблем, которые были устранены с приходом в проект в 1969 году Н. К. Кухто. С его помощью в том же году удалось завершить все доработки и спустить на Тюменском судостроительном заводе первую плавающую генераторную электростанцию на основе газотурбинной силовой установки, состоящей из двух газотурбогенераторов ГТГ-1 по 10000 кВт, общей мощностью 20 МВт.

Группа инженеров была удостоена звания лауреатов Государственной премии СССР за комплекс работ по созданию, освоению и применению газотурбинных ПЛЭС в 1975 году.

## Конструкция
Несамоходное, однопалубное судно с развитой трёхъярусной надстройкой и избыточным надводным бортом. Энергетическая установка размещена в корпусе на втором дне, рядом в соседнем помещении находится запасная турбина, которой при необходимости можно за несколько часов заменить неисправную. В том же отделении находится механическая мастерская с токарно-фрезерными станками и электросварочным аппаратом. Выше, на главной палубе, расположены столовая, химлаборатория и прочие служебные помещения. В надстройке находится помещение щита управления и распределительных устройств, а также жилые каюты и санбытовые узлы.
Конструкция станции позволяет её проводку в водоёмах с глубиной до 1,5 м (класс судна K Л3 III).
Корпус судна разделён водонепроницаемыми переборками на 6 отсеков. В днищевых и бортовых цистернах содержится трёхдневный запас топлива. Все судовые помещения расположены так, что в них можно попасть, не выходя наружу. Усиленная теплоизоляция корпуса позволяет выдерживать температуру до −65°С. Для того, чтобы станция не вмерзала в лёд, вдоль бортов плавсредства проложены перфорированные трубопроводы, по которым горячая вода из контура охлаждения силовой установки попадает в окружающий водоём

### Основные характеристики
- Длина габаритная, 74,8 м
- Ширина наибольшая, 17,0 м
- Осадка эксплуатационная, 2,18 м
- Осадка на переходе, 1,72 м
- Высота габаритная, 20,8 м
- Высота до верха несъемных частей 14,1 м[2]

Штатная численность обслуживающего персонала составляет 26 человек.

### Главная энергетическая установка
На ПЛЭС «Северное сияние» — 1, 2 и 3 были установлены два газотурбинных двигателя ГТГ-1 по 10000 кВт. На все последующие устанавливались по 12000 кВт.

Газотурбинные агрегаты главной энергетической установки адаптированы под работу на дизельном, моторном или газообразном топливе.
Газотурбинный двигатель ГТГ-1 2 x 12000 кВт

Утилизационный котлоагрегат 2 x 18,0 т/час

Вспомогательная энергетическая установка: дизель-генератор 2 x 320 кВт

Котлоагрегат 2 х 6,0 т/час

Главная электростанция: напряжение 6,3 кВ, вспомогательная 0,4 кВ.

## Построенные электростанции
| Название ПЛЭС       | Дата постройки | Место установки    | Современное состояние |
| ------------------- | -------------- | ------------------ | --- |
| «Северное сияние-1» | июнь 1969      | Зелёный Мыс        | в 2005 г. выведена из эксплуатации                                                                                                 |
| «Северное сияние-2» | июнь 1971      | Печора (1971—1980) | не эксплуатируется, как минимум с 2013 г. на стоянке во Владивостоке. Утилизирована в 2015 году.                                   |
| «Северное сияние-3» | 5 июля 1973    | Эльдикан           | с 2008 г. на ремонте в Якутске, частично разукомплектована; является предметом спора в суде. Выведена из эксплуатации в 2009 году. |
| «Северное сияние-4» | 1975           | Мыс Шмидта         | в 1999 г. перемещена в Надым. Сгорела в сентябре 2010 года.                                                                        |
| «Северное сияние-5» | 1978           | Надым              | в 1992 г. перемещена в Надым. |
| «Северное сияние-6» | 1983           | Надым              | в 1992 г. перемещена в Надым. |